# Malea pilosa
Malea es un género monotípico de plantas fanerógamas perteneciente a la familia Ericaceae. Su única especie Malea pilosa es originaria de México.
Muchos botánicos incorporan las especies del género Malea en el gran género Vaccinium , donde la especie toma el nombre Vaccinium lundellianum L.O.Williams (el nombre Vaccinium pilosum no se puede utilizar para esta especie, ya que ya se aplica a una especie diferente de Vaccinium ).

## Descripción
Son arbustos epifíticos más o menos cortamente pelosos por completo con pelos blanquecinos o a veces grisáceos, a veces con tubérculos leñosos; yemas axilares con el par externo de escamas de 1.5-2 mm, ovadas a angostamente lanceoladas, agudas a acuminadas, cortamente pelosas, no pseudoestipulares. Hojas 3-4.5(-7.5) × 0.8-2(-3) cm, oblongas a oblongo-lanceoladas o aún lanceoladas, coriáceas, persistentes, ligeramente brillantes en el haz y opacas en el envés, puberulentas o cortamente pelosas en el haz al principio pero glabrescentes con la edad y persistentemente pelosas en el envés, la nervadura pinnatinervia, visiblemente reticuladas en ambas superficies, el nervio medio y nervaduras laterales elevados, la base generalmente redondeada, los márgenes enteros o casi enteros, ocasionalmente con algunos pocos dientes glandulares distanciados, el ápice obtuso a subagudo; pecíolos 2.5-8 mm, acostillados y sulcados, densa y cortamente pelosos. Inflorescencias axilares, racemosas, congestas, con 2-6 flores, densa y cortamente pelosas por completo (incluyendo los raquis, pedicelos, brácteas, cáliz, corola); raquis 2-5 mm, angulado; brácteas florales 1-1.2 mm, deltadas, persistentes; pedicelos 3-7 mm, articulados con el cáliz, delgados; bractéolas 1.5-1.6 mm, opuestas a subopuestas, abajo de la mitad, lanceoladas a lineares, persistentes. Flores 5-meras, la estivación imbricada; cáliz 3-3.3 mm, el tubo c. 1.5 mm, subcampanulado a más o menos globoso, densa y cortamente peloso, los lobos 1.3-1.7 mm, angostamente deltados, agudos; corola 8-10 mm, subcilíndrica, pentagonal, ligeramente expandida distalmente, membranácea, 1-estratificada, cortamente pelosa externamente, blanca, los lobos 2-3 mm, erectos o casi erectos, elíptico-ovados, obtusos a agudos; estambres 8.5-9.6 mm, ligeramente más cortos que la corola, iguales; filamentos 6.3- 7.2 mm, distintos, ligeramente unidos a la base de la corola, densa y cortamente pelosos, conspicuamente más largos que las anteras, los conectivos sin espolones; anteras 3.5-4 mm, las tecas 2-2.3 mmincluyendo la base apiculada, los túbulos 1.6-2 mm, casi tan largos como lastecas, dehiscentes por hendiduras introrsas; ovario seudo-10-locular. Bayas globosas, cortamente pelosas.

## Taxonomía
Malea pilosa  fue descrita por Cyrus Longworth Lundell y publicado en American Midland Naturalist 29(2): 484–485. 1943.
Sinonimia
- Vaccinium lundellianum L.O. Williams
- Vaccinium pilosum A. Chev. ex Dop	[2]